# Kokosové ostrovy
Kokosové ostrovy (dříve Keelingovy ostrovy) jsou souostroví v Indickém oceánu a zámořské teritorium Austrálie. Tvoří je dva atoly a 27 korálových ostrovů, hlavní ostrovy jsou West Island a Home Island. Nachází se 1100 km jihozápadně od Sumatry, 2200 km severozápadně od Austrálie a 2600 km jihovýchodně od Srí Lanky, tektonicky patří k asijskému kontinentu.

## Historie
Ostrovy byly objeveny v roce 1609 britským kapitánem Williamem Keelingem, neobydlené zůstaly až do 19. století, kdy je získala skotská rodina Clunies-Ross. Za první světové války zde byl potopen německý lehký křižník SMS Emden. V roce 1955 byly ostrovy přeneseny pod australskou správu, v roce 1978 je Austrálie od Clunies-Rossů odkoupila. V roce 1984 se obyvatelé ostrovů v referendu rozhodli pro plnou integraci s Austrálií.

## Symboly
Kokosové ostrovy, australské závislé území, užívá vedle australských symbolů i své vlastní.

### Vlajka
Vlajka Kokosových ostrovů je tvořena zeleným listem o poměru stran 1:2, se žlutým kruhovým polem v horní, žerďové části. Kruh má průměr ½ šířky listu a je v něm zobrazena (blíže hornímu okraji) stylizovaná kokosová palma s hnědým kmenem a zelenými větvemi. Ve středu listu je (blíže dolnímu okraji) žlutý půlměsíc, obrácený růžky k vlající části. Vpravo od něho je pět žlutých hvězd, uspořádaných do tvaru souhvězdí Jižního kříže. Hvězdy jsou na stejných pozicích a se stejným počtem cípů jako na australské vlajce, mají však odlišnou barvu.

## Geografie

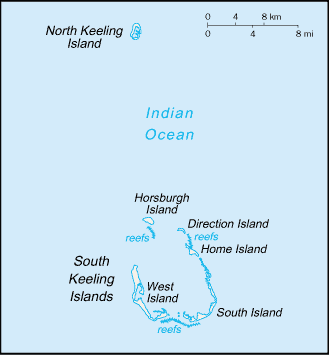
mapa Kokosových ostrovů

Kokosové ostrovy jsou složeny ze dvou korálových atolů o rozloze 14,2 km2, s pobřežím o délce 26 km a s nejvyšším bodem ve výšce 5 metrů. Jsou hustě porostlé kokosovými palmami a jinou vegetací. Klima je příjemné, ovlivněné jihovýchodním prouděním během devíti měsíců v roce a s mírnými srážkami. Začátkem roku se mohou objevit i tropické cyklony.
Severní Keelingův ostrov je atol tvořený pouze jedním ostrovem ve tvaru písmene C, tvořící téměř uzavřený kruh a jen s malým otevřením v laguně. Ostrov má rozlohu 1,1 km2 a je neobydlený. Laguna má pak 0,5 km2. Ostrov tvoří spolu s okolním mořem (až do hloubky 1,5 km) Pulu Keeling National Park, založený 12. prosince 1995. Ten je domovem ohroženého endemického poddruhu chřástala páskovaného.
Jižní Keelingův ostrov je atol tvořený 24 ostrůvky, které jsou téměř ve tvaru kruhu. Zabírají rozlohu 13,1 km2. Obydlené jsou pouze dva: Home Island („Domácí ostrov“) a West Island („Západní ostrov“).
Na atolech se nenachází žádná řeka či jezero. Jediné zdroje pitné vody jsou na větších ostrovech, kde se spodní voda akumuluje po deštích a vzlíná k povrchu, kde je dostupná převážně studnami.

## Obyvatelstvo

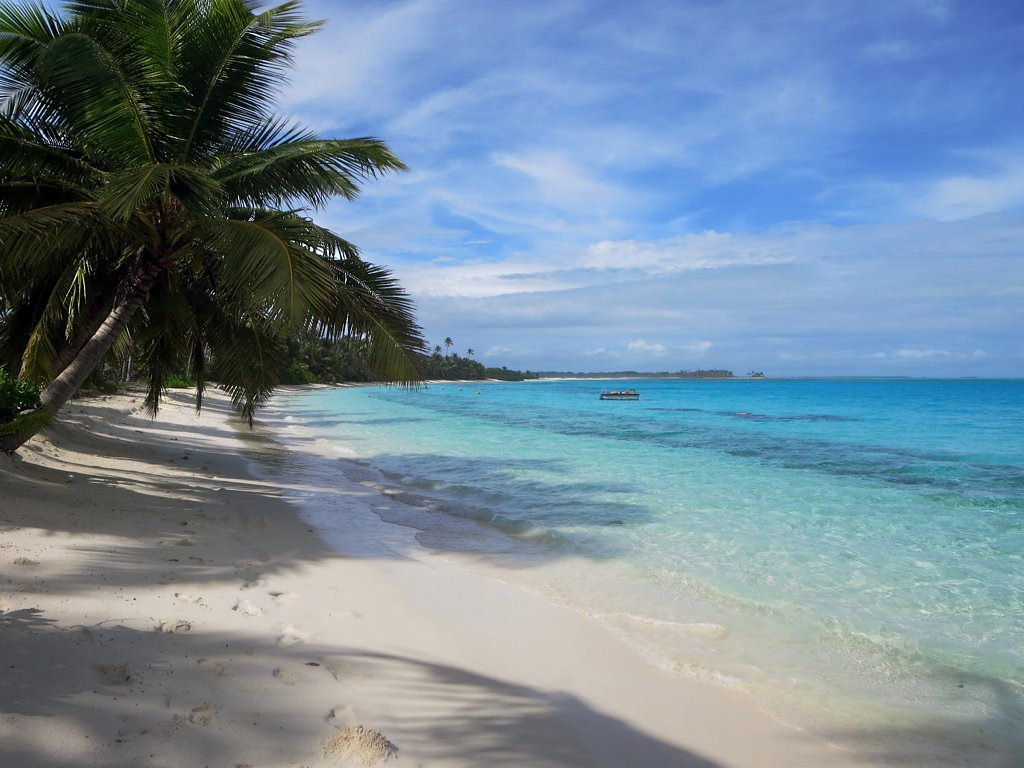
Pláž na ostrově Direction

K roku 2010 obývalo ostrov okolo 600 lidí. Populace je zčásti tvořena bělochy na West Islandu (asi 100 osob) a Malajci s domovem na Home Islandu (asi 500 osob). Hlavními jazyky jsou angličtina a dialekt malajštiny. 80 % obyvatel Kokosových ostrovů jsou sunnitští muslimové.

## Znečištění plasty
V roce 2019 byla zveřejněna studie týmu australských vědců, kteří se zabývali znečištěním Kokosových ostrovů plastovým odpadem. Vědci prozkoumali celkem 26 atolových ostrůvků a na základě svých zjištění vypočetli, že ostrovy jsou zavaleny nejméně 238 tunami odpadů, což by úhrnem mělo představovat kolem 414 miliónů kusů plastů, mezi nimiž mají značný podíl například plastové boty či kartáčky na zuby. Pokud by takové množství odpadu měli vyprodukovat pouze obyvatelé Kokosových ostrovů, trvalo by jim to nejméně 4000 let. Podle vyjádření Jennifer Laversové z Tasmánské univerzity (University of Tasmania), vedoucí výzkumného týmu, se až 93% všeho odpadu, který sem byl zanesen mořem a návštěvníky, nachází zhruba do 10 centimetrů pod povrchem zdejších pláží.